# Podmilj
Podmilj is een plaats in Slovenië en maakt deel uit van de gemeente Lukovica in de NUTS-3-regio Osrednjeslovenska. De plaats telde 65 inwoners op 1 januari 2020.